# Ulica polna neožidannostej
Ulica polna neožidannostej (Улица полна неожиданностей) è un film del 1957 diretto da Sergej Il'ič Sidelёv.